# Обідня пора у Берневалі
Обідня пора у Берневалі  ( фр. Le Dejeuner a Berneval ) — картина на побутову тему, котру створив французький художник П'єр-Огюст Ренуар (1841-1919).

## Ренуарова «теорія поплавка»
Нестача грошей, напівголодне дитинство і юність привчили юнака Ренуара рано заробляти і братись за будь-яку допоміжну роботу. В пригоді стали і художні здібності. Бідність родини спонукала хлопця в 13 років допомагати родині, влаштувавшись до майстра, у якого навчився розписувати порцелянові тарілки квітами. До 19 років Огюст піднявся до підмайстра, який розмальовував ширми, завіси, шафи. Вечорами Огюст відвідував школу живопису. Життя в Парижі подарувало йому знайомство з музеєм Лувр. Відсутність доброї освіти юнак мимоволі компенсував копіюванням картин Лувру, які теж продавав.
Згодом він, скалічений бідністю, вигадав для себе «теорію поплавка». Відсутність доброї освіти, що спотворила його свідомість, викинула геть із його теорії поплавка усе героїчне і прагнення копіювати поведінку шляхетних персонажів книжок. Ренуар порівнював себе з поплавком, котрого несе потік. Ніякого спротиву чи руху попри потік. Міщанська свідомість Ренуара обмежила і його поведінку, і його смаки, котрі не йшли далі прагнень заробити і витратитися на задоволення. Саме через це Ренуар так залюбки писатиме натюрморти та сценки з їжею, обідом в кафе чи в родині, в сільській корчмі. Серед цих композицій -  «В корчмі», (1866), Національний музей Стокгольм, «Обід», (1879), Фонд Барнса, Університет Лінкольн, Меріон, США, «Після обіду», (1879), Штеделівський художній інститут, «Сніданок в солом'яних брилях» (1881), колекція Філіпс, США, нарешті пізній твір « Обідня пора у Берневалі », (1898), можливо найкраща картина побутового жанру в пізній творчості митця.

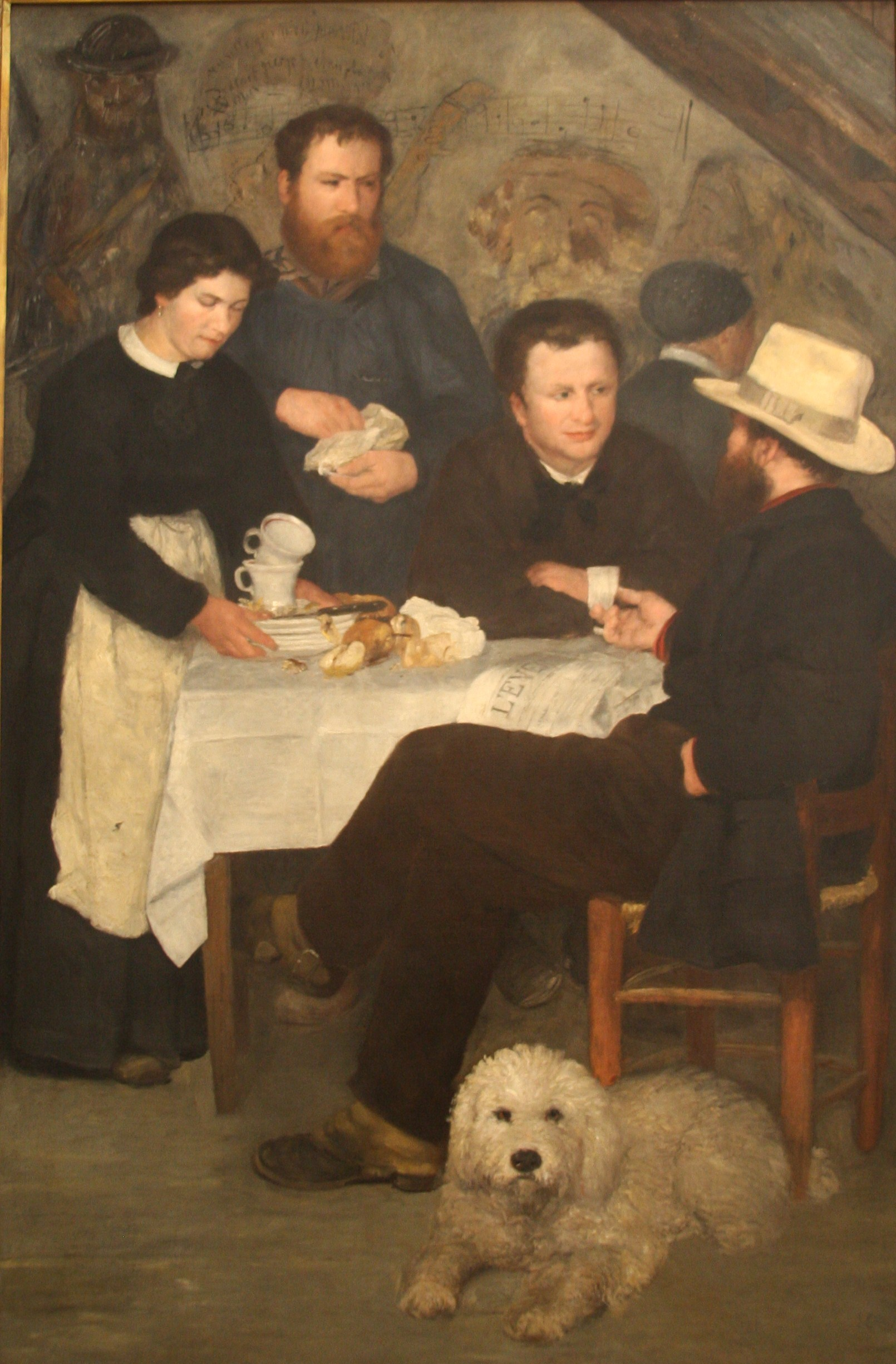
«В корчмі», (1866), Національний музей Стокгольм
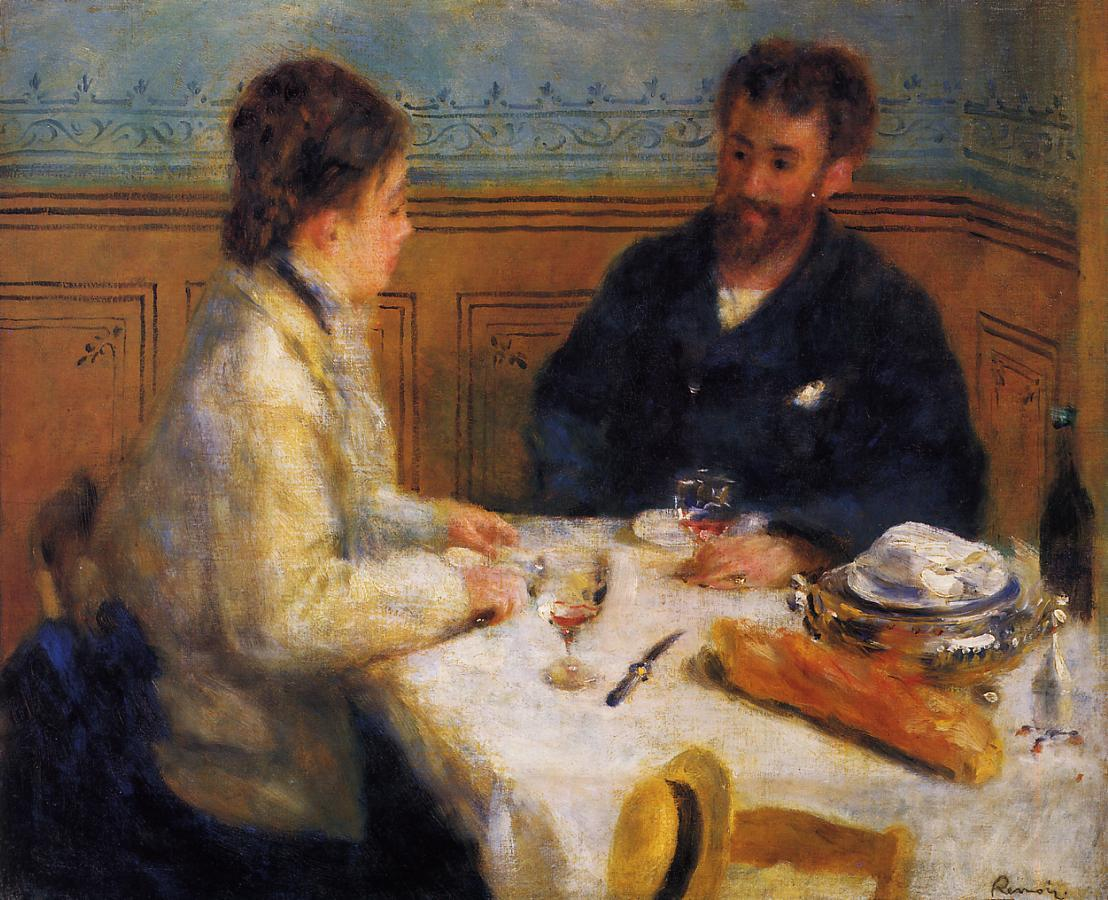
«Обід», (1879), Фонд Барнса, Університет Лінкольн, Меріон, США
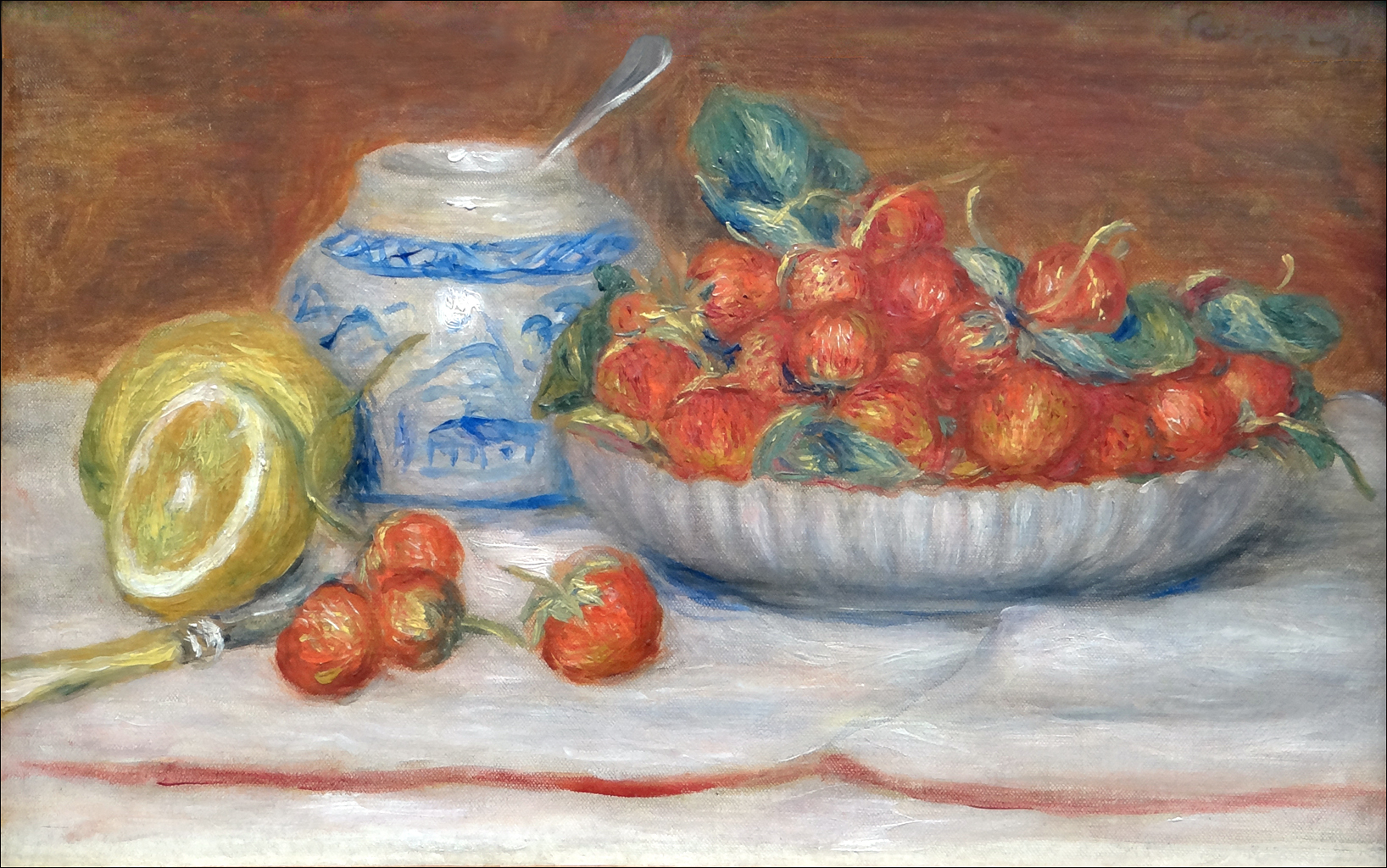
«Натюрморт з їжею», Музей Оранжері, Париж.
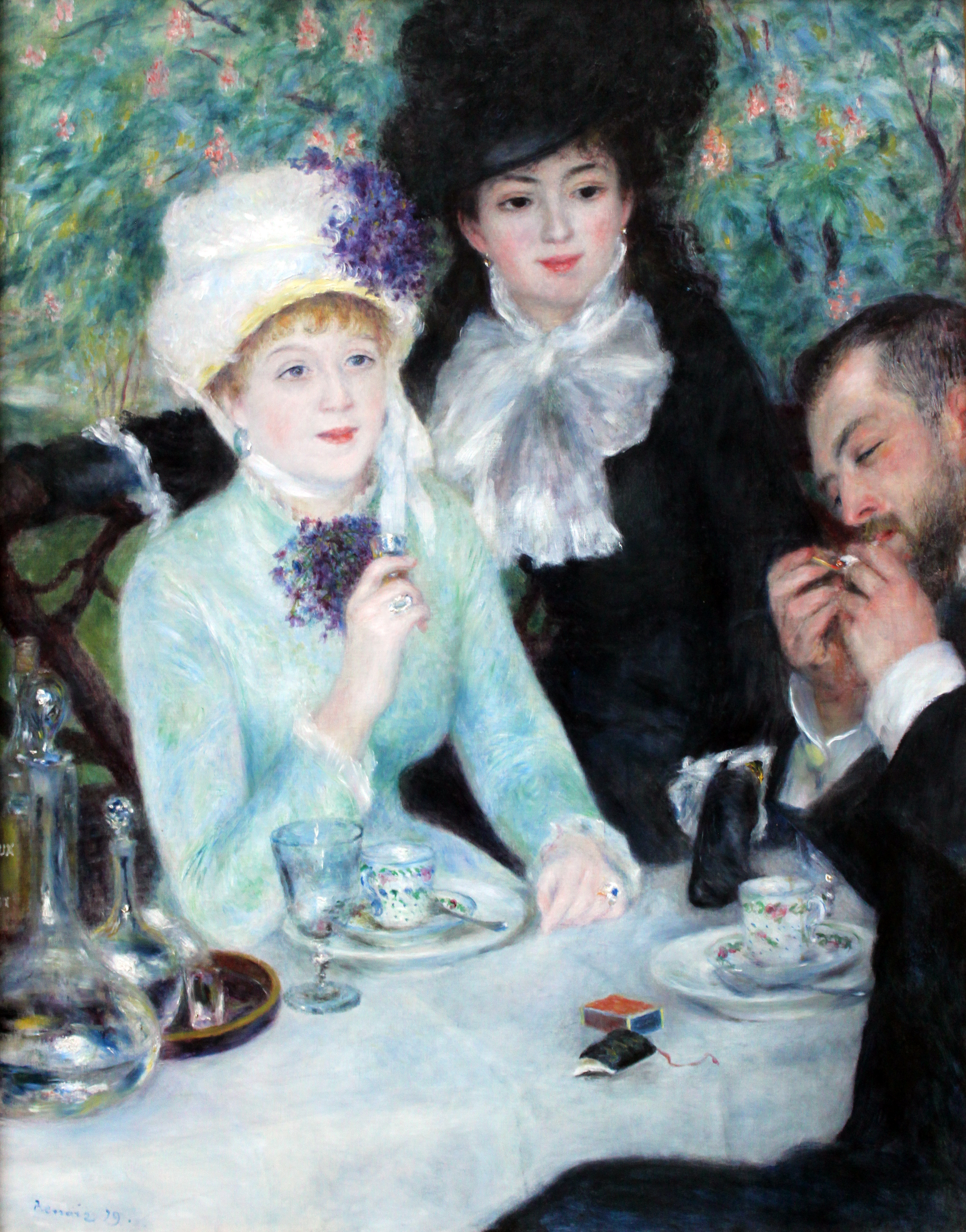
«Після обіду», (1879), Штеделівський художній інститут

## Передісторія створення
Дослідження біографії Ренуара довели, що 1898 року він вивозив власну родину на узбережжя Нормандії в село Берневаль . Воно розташоване на схід від портового міста Дьєп і було дешевим для проживання родини з малими дітьми.

## Опис твору
Ще до винаходу кіно, французькі художники почали активно використовувати те, що пізніше називалось розкадровкою і обрізаним кадром. Ці засоби присутні і в картині Ренуара «Обідня пора у Берневалів». Край картини зрізав фігуру юнака, що заглибився у книгу, не помічаючи і обідню пору. Про неї піклується служниця у білому фартуху, що накриває на стіл. Вона озирнулась на дитину, продовжуючи розмову з малюком. Ніхто не помічає глядача і не позує художнику, а вся сцена нагадує літературний сюжет приємного твору.
Картину писав для себе. В останній період життя художник постійно хворів і це обмежило коло його тем в живопису простими подіямі у власній родині. З книгою сидить  тринадцятирічний син П'єр . Біля столу порається сестра дружини художника Аліни — пані Габриель Ренард, що присвятила власне життя родині Ренуара і вихованню його дітей. Поряд із нею - Жан Ренуар у віці чотирьох років. Хлопчику ще не встигли остригти довге волосся малюка.
В картині панує настрій добробуту і захищеності, яких так прагнув і сам художник.